# Trinità e santi

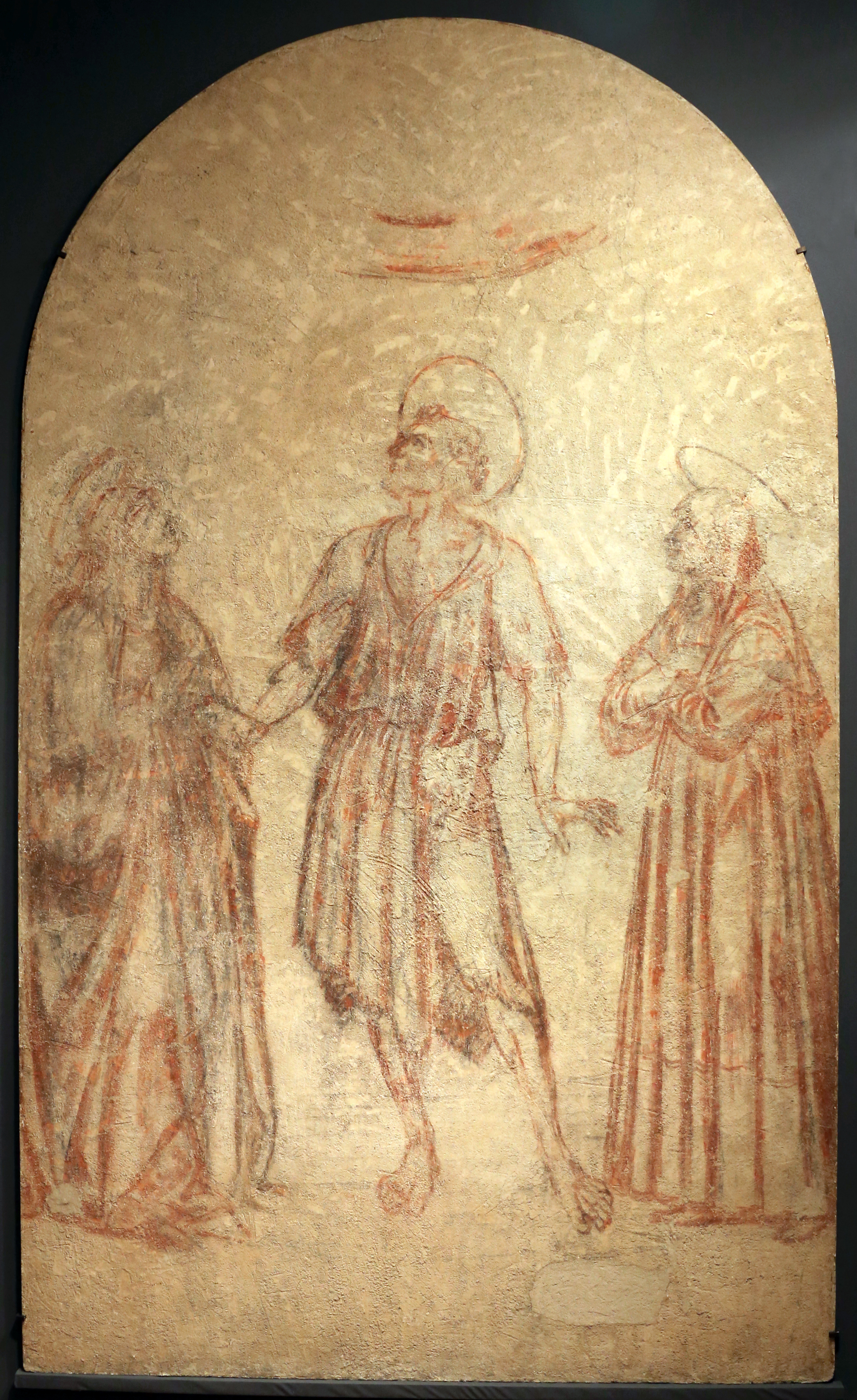
La sinopia

La Trinità e santi (Apparizione della Trinità ai santi Girolamo, Paola e Giulia Eustochio) è un affresco (285x173 cm) di Andrea del Castagno, datato 1453-1454 e conservato nella basilica della Santissima Annunziata a Firenze. Della parte inferiore dell'affresco si conserva anche la sinopia, esposta nel Museo del Cenacolo di Sant'Apollonia sempre a Firenze.

## Storia
L'affresco fu dipinto per Gerolamo Corboli (da cui la presenza di san Girolamo) poco dopo il San Giuliano nella cappella attigua ed i perduti affreschi di Sant'Egidio.
Dell'affresco si persero le tracce nel XVI secolo e fu riscoperto in epoca relativamente recente. Con il passaggio della cappella alla famiglia Caiani da Montauto nel 1553 venne infatti coperto dalla pala d'altare con il Giudizio universale di Alessandro Allori e solo negli anni trenta del Novecento fu scoperto casualmente dalla bottega Benini, antica famiglia di restauratori fiorentini, che lo sottopose a restauro. 
Nel 1967, dopo l'alluvione, è stato strappato e restaurato; in quell'occasione si ritrovò la sinopia dei tre santi, che venne a sua volta staccata.

## Descrizione
La scena si può dividere in due sezioni: una superiore con la poderosa raffigurazione della Trinità, scorciata in profondità come nessun artista aveva mai fatto prima; una inferiore con i tre santi che assistono alla visione.
L'iconografia è rara e di particolarmente complessa identificazione. Per Rice si tratterebbe di un'interpretazione del "Gnadenstuhl" (trono di misericordia), che vorrebbe sottolineare la devozione al Crocifisso delle compagnie di San Girolamo.  La presenza di Eustochio, figlia di santa Paola, sarebbe legata a una lettera apocrifa attribuita a Gerolamo stesso ed indirizzata alla santa.

## Stile
Particolare enfasi è posta su san Girolamo, dietro la cui testa si cela il punto di fuga dell'intera composizione. La sua figura, riconoscibilissima per la presenza del leone, per il sasso nella mano destra con cui era solito percuotersi il petto in segno di penitenza e per il cappello cardinalizio gettato in terra, è di una potenza fisica straordinaria, con una linea di contorno vibrante e nervosa, che evidenzia espressivamente la sua figura, tanto che alcuni hanno parlato di "esasperazione realistica". La sua veste, come la mantella di sant'Eustochio a destra, è sbalzata dal chiaroscuro come se si trattasse di un rilievo marmoreo. Nei manti la luce si impasta col colore, con effetti di accentuato luminismo.
Il Cristo è raffigurato con un'anatomia perfetta, difficilmente eguagliata nel Quattrocento, e l'ardito scorcio in profondità risulta convincente grazie alla coerente rotazione della sua figura e di quella del Padre nello spazio, che mostrano così allo spettatore i lati superiori della testa, delle spalle e delle braccia.
Alcuni hanno indicato come punto di riferimento la scultura dell'epoca, in particolare Donatello, che era da poco tornato da Padova, oppure il San Girolamo penitente di proprietà della Confraternita di San Girolamo e San Francesco Poverino di Firenze, opera di incerta attribuzione, forse di Antonio del Pollaiolo o addirittura di Andrea de Castagno.

## La sinopia
La sinopia dell'affresco mostra la parte inferiore, relativa ai tre santi. Ci sono evidenti differenze con l'affresco finale: le due sante sono di tre quarti invece che di profilo e san Girolamo ha le braccia e la testa in posizione completamente differente. Inoltre l'affresco ha dimostrato di essere stato eseguito in larga parte con lo spolvero, cioè tramite un disegno riportato da un cartone bucherellato lungo le linee principali, nonostante la presenza pure della sinopia.
Per via delle differenze anche stilistiche tra i due disegni si è arrivati a pensare che la sinopia sia opera di un altro artista, di cui Andrea del Castagno fu chiamato a continuare l'opera interrotta, che venne ripensata su cartone prima di procedere all'affresco vero e proprio.